# Sekretin
Sekretin är ett hormon och neuropeptid som stimulerar utsöndring av bukspott till tarmen. Sekretin avges till blodet från celler i tolvfingertarmens slemhinna. Sekretin är en polypeptid som finns i riklig mängd i tunntarmens slemhinna. Vid insöndringen till blodet stimulerar den bukspottskörteln, pancreas, till elektrolytproduktion (vätekarbonat) och vattenutsöndring, till tarmen. Sekretin stimulerar även levern att frisätta galla. Hormonet samverkar även med ett annat enzym, kolecystokinin-pankreozymin (CCK-PZ) i stimulansen av både lever och bukspottkörtel. Sekretin utsöndras av enteroendokrina S-celler i duodenum och jejunum.
Upptäckten av sekretin i början av 1900-talet var banbrytande och ledde till upptäckten av hormoner. Tidigare hade forskarna bara kunskap om att nervtrådar kunde förmedla signaler till olika organ i kroppen. Nyckelexperimentet gjordes av William Bayliss och Ernest Starling 1902 och bestod i att man sprutade ett extrakt av tarmslemhinna i blodet varvid man noterade att rikligt med bukspott utsöndrades ifrån bukspottskörteln. Det var visionärt av dem att då förstå att man hade upptäckt en ny princip för signalförmedling och att föreslå att det troligen fanns många andra likartade kemiska budbärare som också kan färdas med blodet och utöva andra funktioner. De gav dessa ännu ej upptäckta substanser samlingsnamnet "hormoner" efter förslag ifrån en annan forskare. Efter upptäckten av sekretin upptäcktes också mycket riktigt en rad hormoner som exempelvis gastrin, insulin och cholecystokinin. 